# Гаральд Бор
Га́ральд Август Бор (дан. Harald August Bohr; нар. 22 квітня 1887 — пом. 22 січня 1951) — данський математик та футболіст. Професор Вищої технічної школи (з 1915) і університету (з 1930) в Копенгагені. Срібний призер Олімпійських Ігор 1908 року з футболу у складі збірної Данії. Брат славетного фізика Нільса Бора.
Праці
Основні праці стосуються теорії функцій і теорії чисел. У зв'язку з дослідженням дзета-функції розвинув теорію майже періодичних функцій (1923), які носять його ім'я, та застосовуються у небесній механіці, фізиці тощо.

## Титули і досягнення
- Срібний олімпійський призер: 1908